# Геологически институт „Страшимир Димитров“
Геологическият институт „Страшимир Димитров“ е научен институт на Българската академия на науките.
Основната научна дейност на института се фокусира в палеонтологията, стратиграфията, тектониката, минералогията, геохимията, петрологията, хидрогеологията и инженерната геология. Тя е свързана с националните интереси и устойчивото развитие и използване на ресурсите на страната. Обучават се докторанти по 10 специалности. Институтът си сътрудничи по 13 международни проекта.

## История
Геологическият институт е основан през септември 1947 г. от Георги Бончев, който става и негов пръв директор. Ръководител на катедрата по минералогия и петрография е Страшимир Димитров, чието име носи днес института. В следващите години институтът се занимава с разработването на теоретичните основи за установяване на минерално-суровинната база на страната, развиване на теорията на движението на подземните води и тяхната регионална характеристика, специализирана консултантска дейност при изграждането на някои от най-големите язовири и хидрокаскади в страната (яз. Искър, яз. Голям Беглик, яз. Белмекен и др.) и на важни национални обекти (АЕЦ Козлодуй, ЕК Марица изток, химическите заводи в Девня и др.).
Първоначално институтът издава „Известия на Геологическия институт“ (1951 – 1974 г.), които по-късно преминават в 6 специализирани поредици. От 1959 до 1966 г. излизат „Трудове върху геологията на България“ в 5 специализирани серии.
В днешно време редовно се публикуват списанията: „Геологика Балканика“ (((en))), „Геохимия, Минералогия и Петрология“ (((en))), „Палеонтология, Стратиграфия и Литология“, „Тектоника, Тектонофизика и Геодинамика“, „Инженерна геология и хидрогеология“.

## Структура
Институтът е съставен от 7 научни секции, 2 лаборатории и една експериментална база:
- Палеонтология, стратиграфия и седиментология;
- Геотектоника и регионална геология;
- Минералогия и минерални ресурси;
- Геохимия и петрология;
- Хидрогеология;
- Геоложки рискови процеси;
- Геотехника на околната среда;
- Проблемна лаборатория по сеизмотектоника;
- Лаборатория по геоколекции;
- Експериментална база по геотехника в гр. Русе.

Научноизследователската дейност се води по два основни приоритета:
1. комплексни регионални изследвания за получаване на модерни геоложки познания за територията на България, Балканския полуостров и Източното Средиземноморие.
2. геоеколожки изследвания, изучаване и оценка на процесите на геоложката опасност за ограничаване на риска и осигуряване на устойчивото развитие на страната.